# 暹羅天地
暹羅天地，是一栋位于泰國曼谷空訕縣昭拍耶河畔的商業地產，鄰近乍能纳空站。是包含購物商場、集合住宅、酒店的混合用途開發項目，该工程於2015年動工，2018年9月11日啟用。
其中玉蘭河濱公寓以315米超越了314米的大京都大廈，并成為曼谷最高的建築，文華東方公寓则以272米成为了曼谷第五高的建築。

## 圖片集

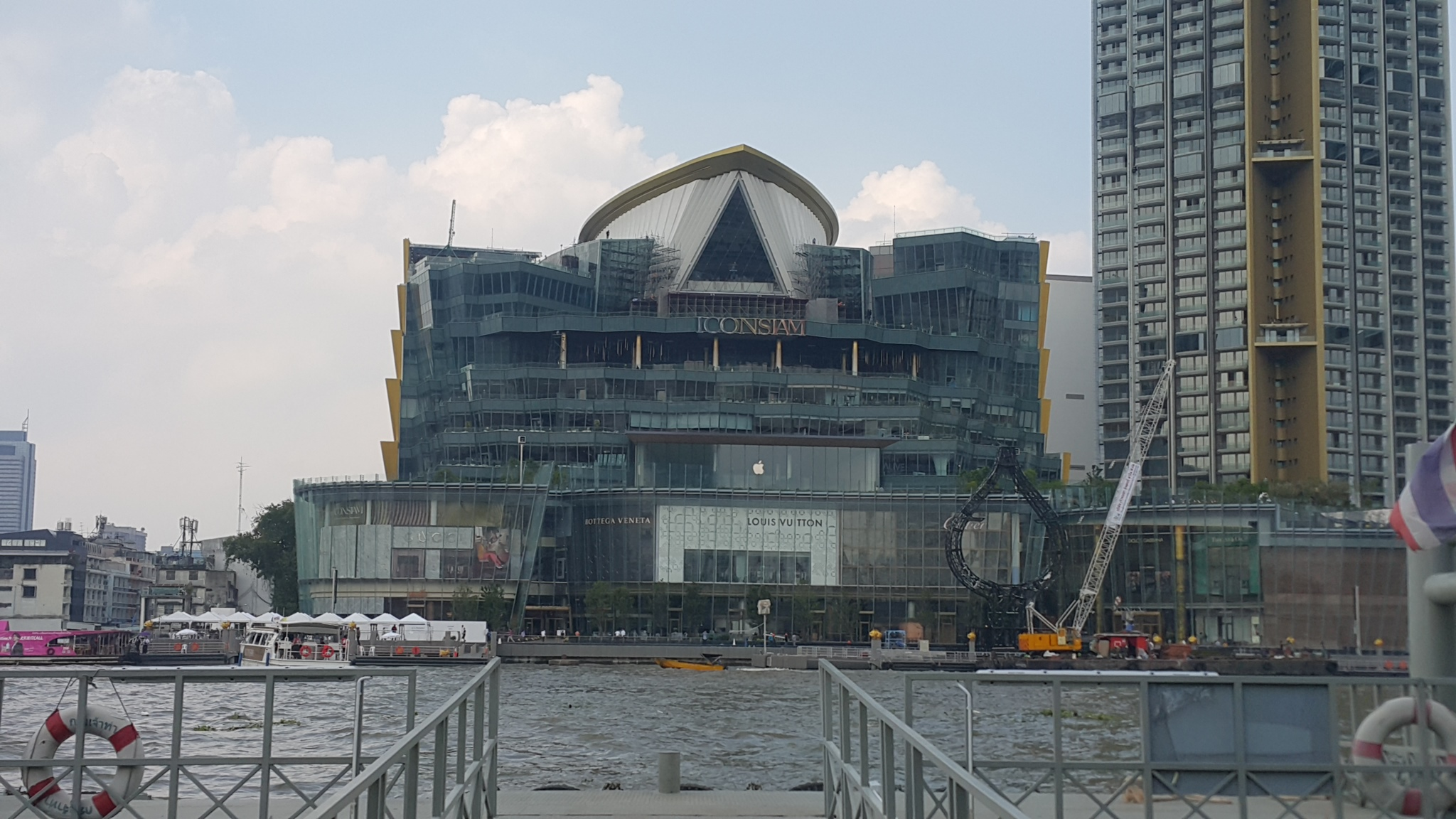
從昭拍耶河對岸望向暹羅天地
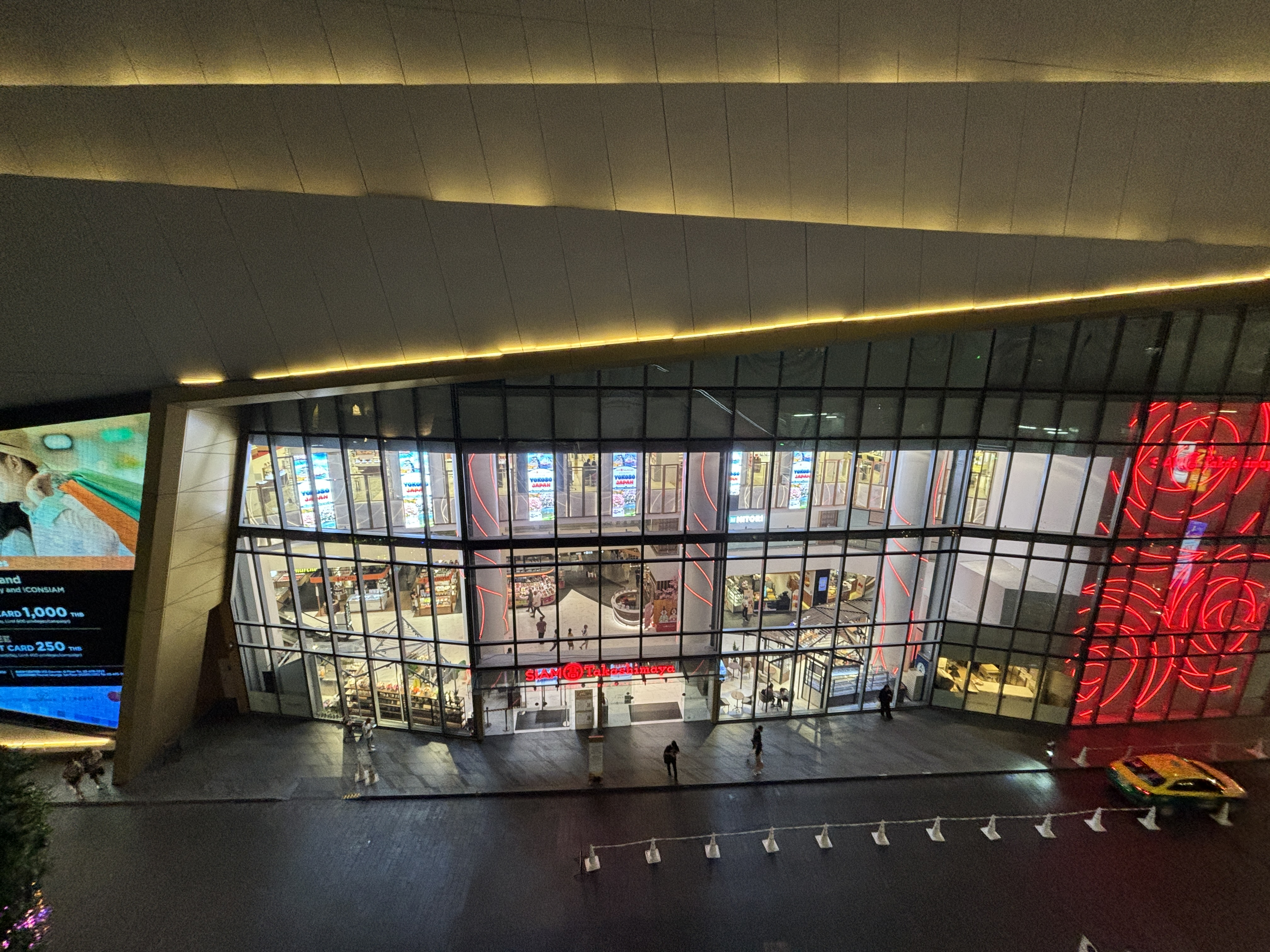
暹罗高岛屋
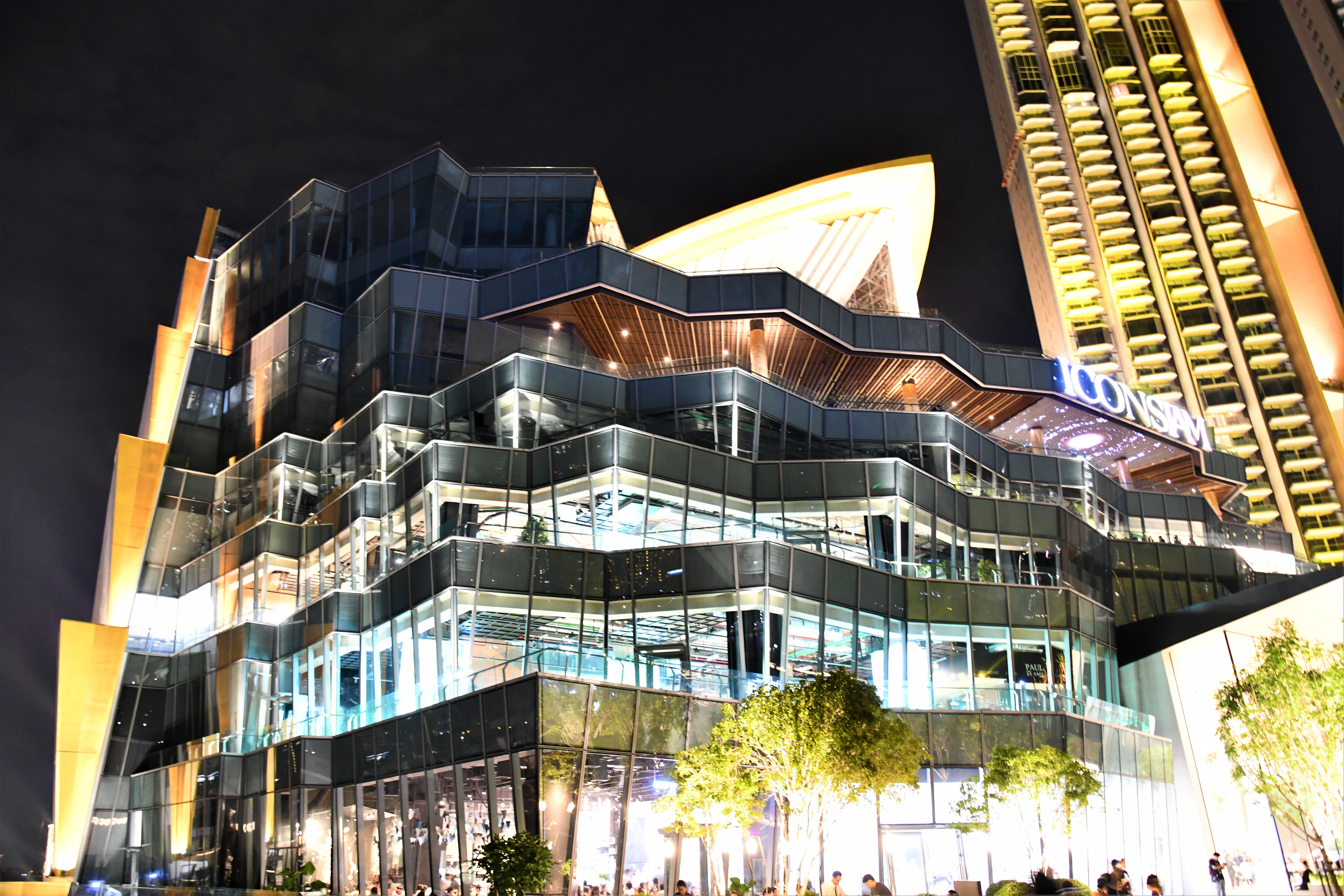
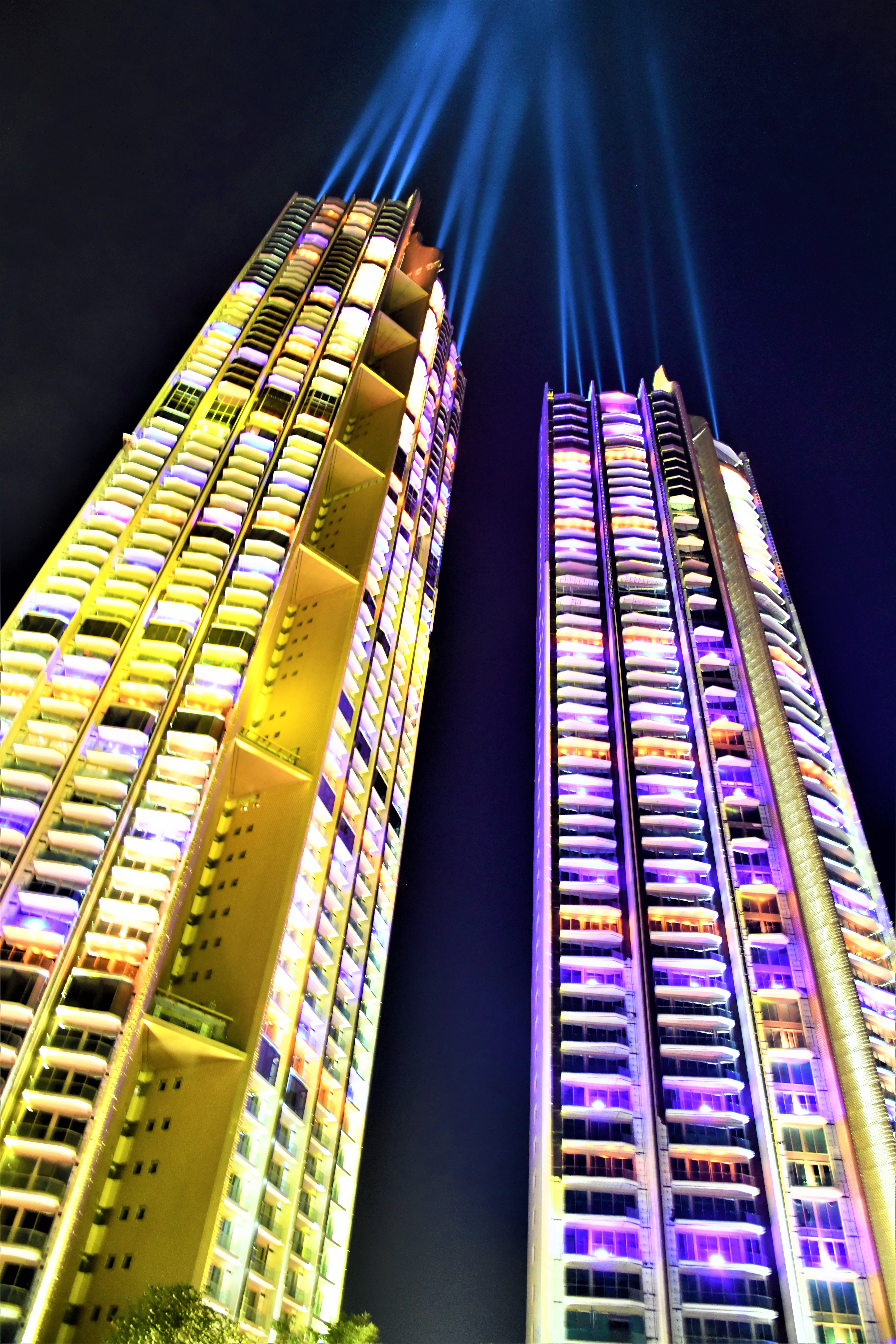
曼谷文华东方公寓
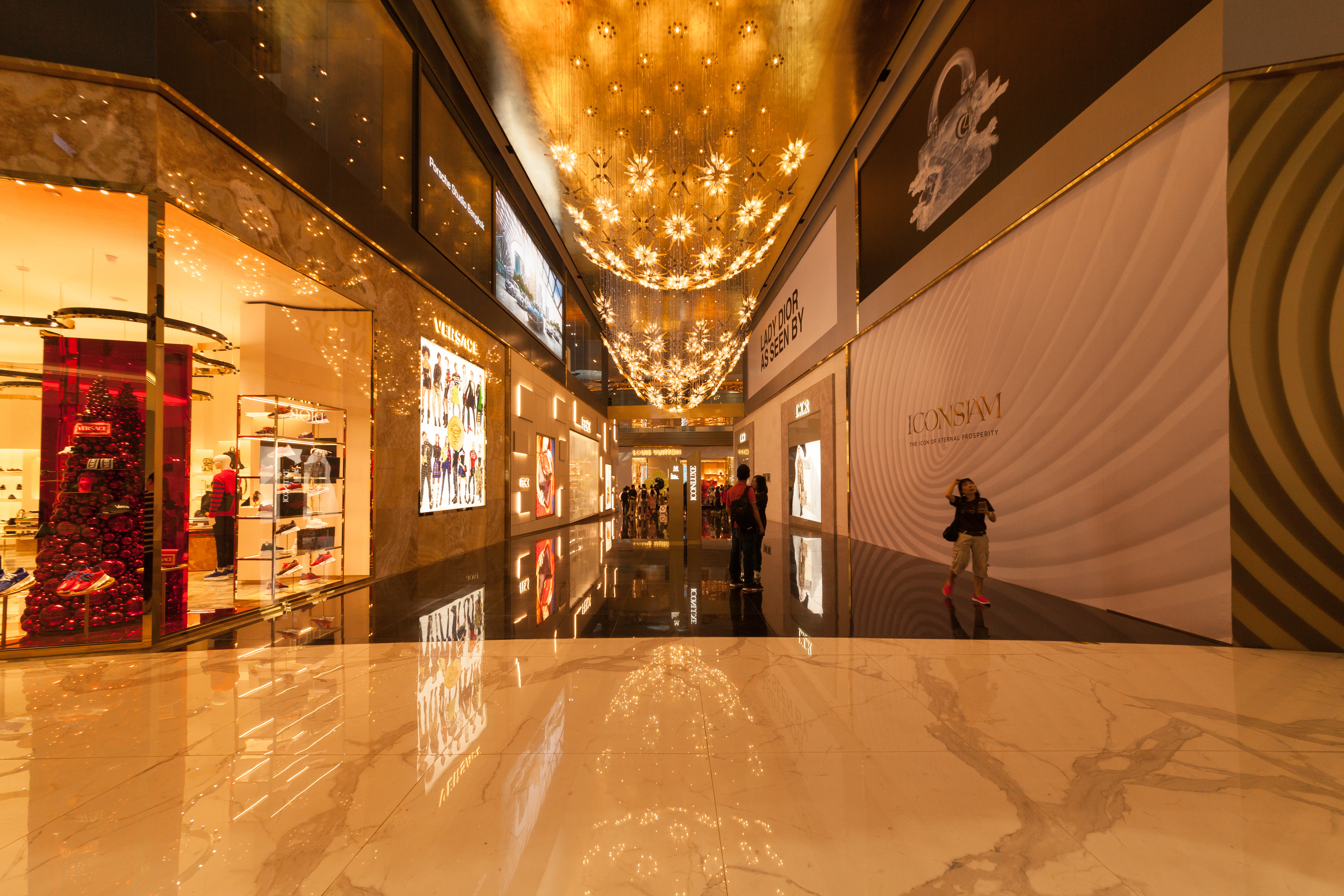
IconLuxe
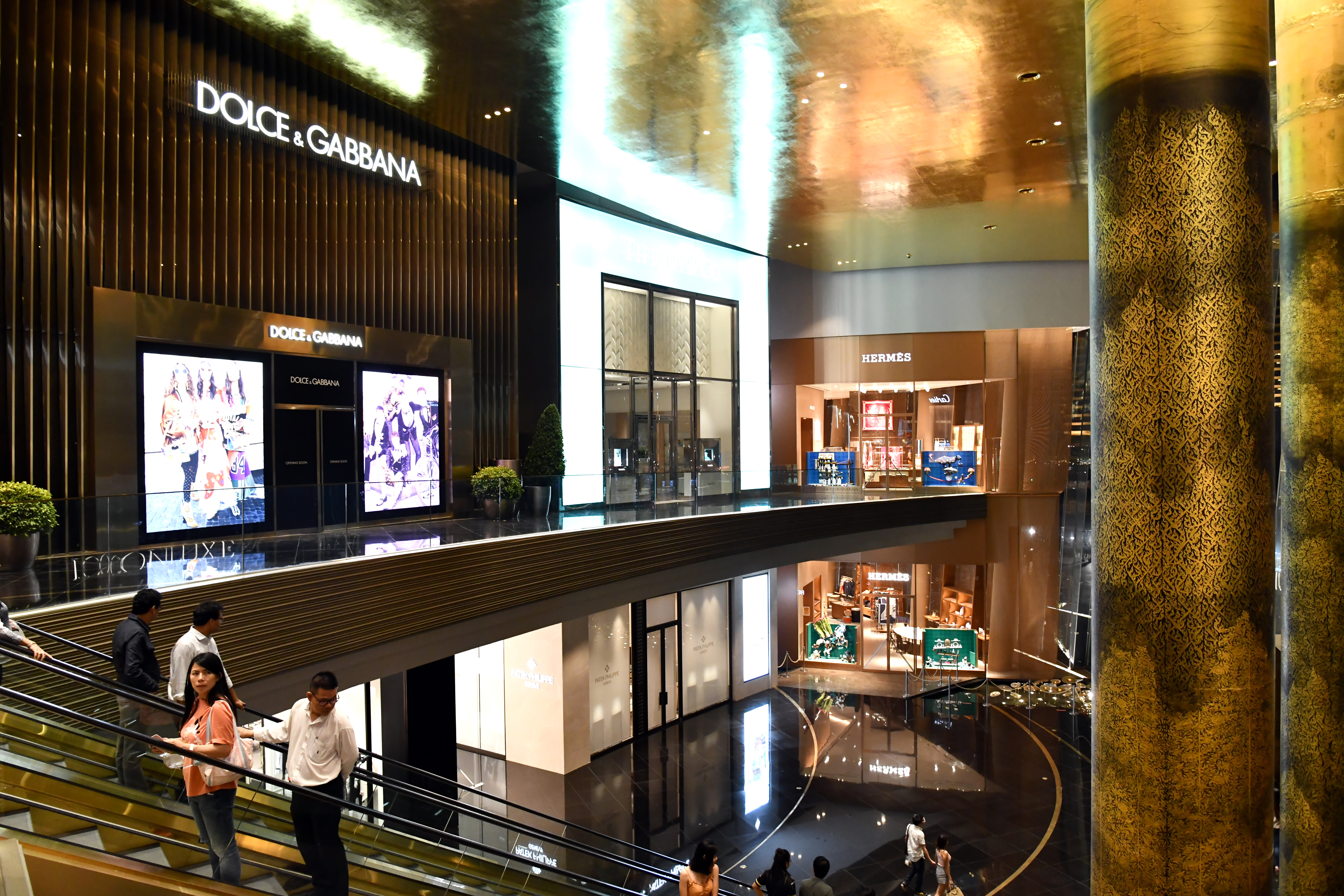
購物中心內名店林立
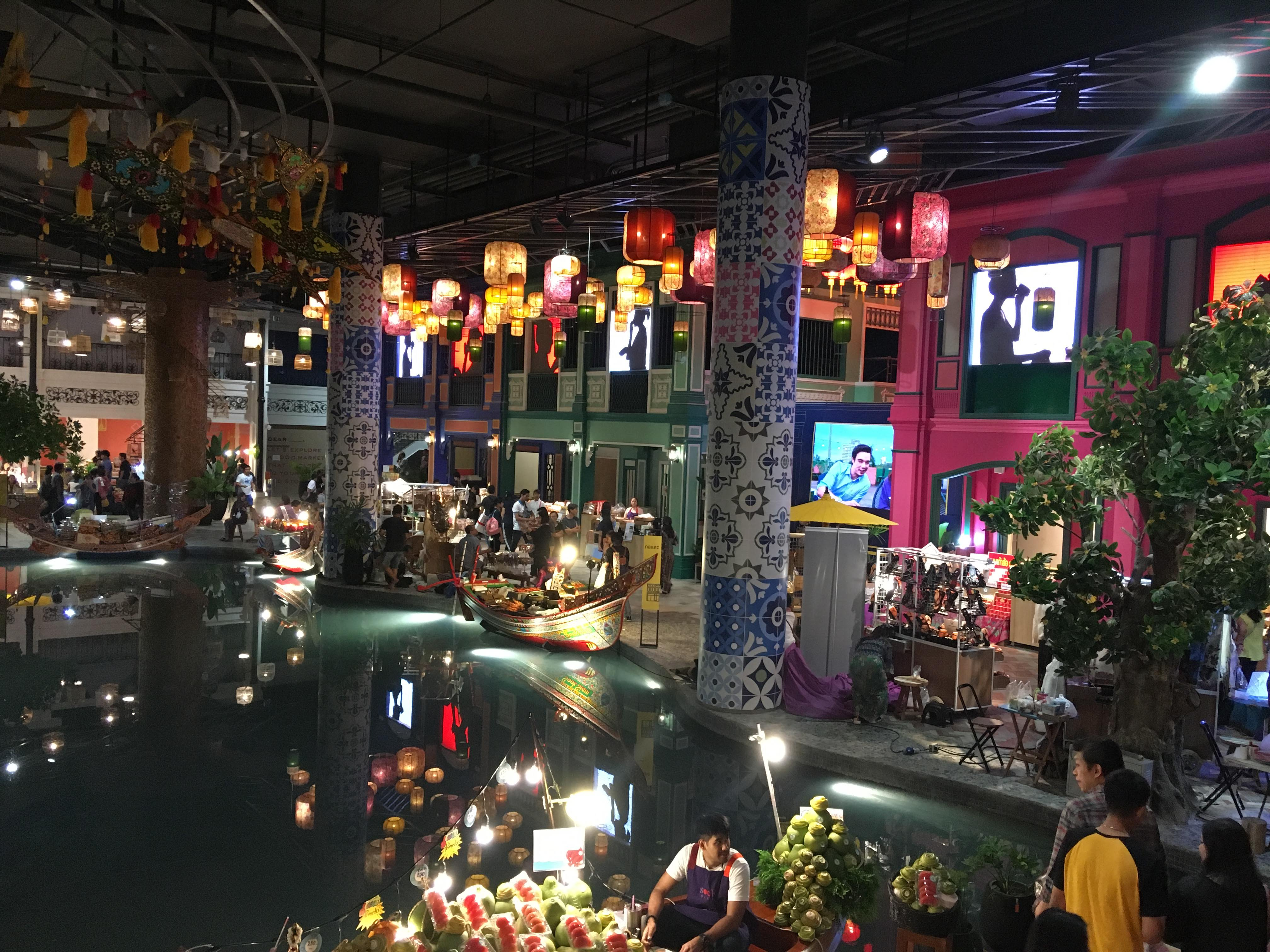
SookSiam美食廣場及市集
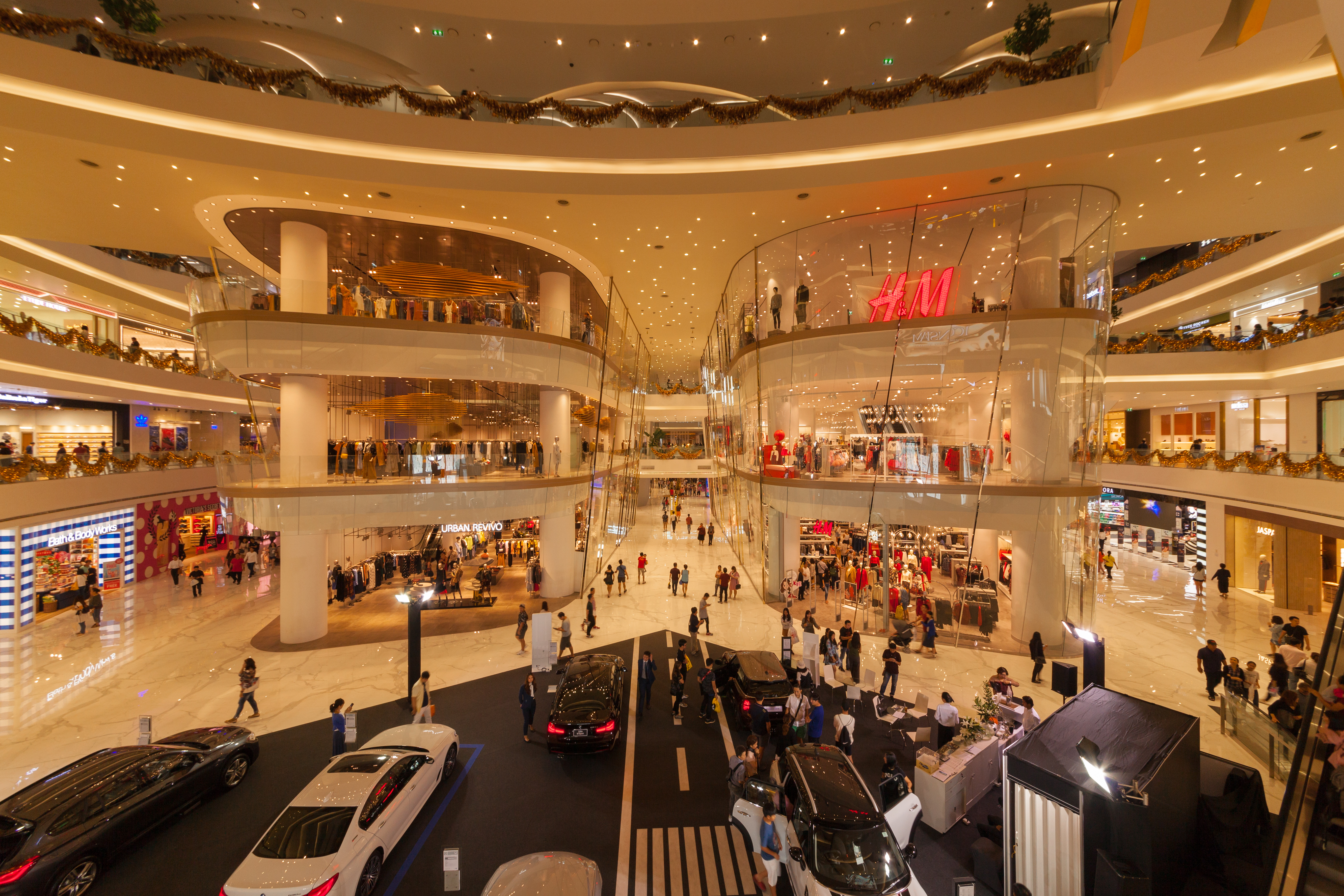
購物中心內的中庭
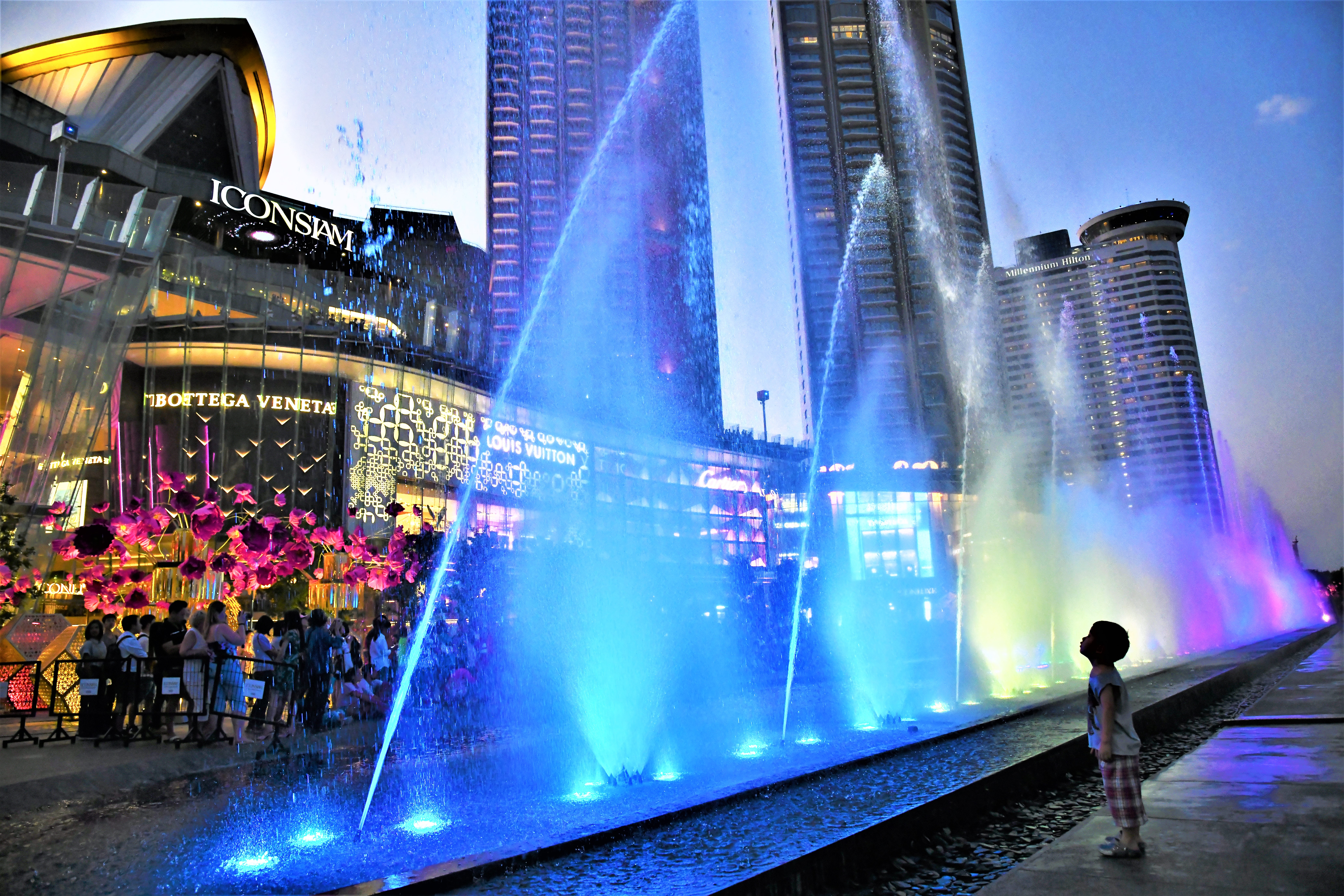
購物中心外的噴泉